# Avril 1918 (guerre mondiale)
Mars 1918 - Avril 1918 - Mai 1918
- 2 avril : 
  - Discours d'Ottokar Czernin devant le conseil municipal de Vienne, révélant les discussions secrètes entre la France et la double monarchie.

- 3 avril : 
  - Débarquement en Finlande du corps expéditionnaire allemand placé sous le commandement de Rüdiger von der Goltz.

- 9 avril : 
  - Offensive allemande en Flandre vers Hazebrouck. La bataille de la Lys est fatale au corps expéditionnaire portugais, dont les survivants sont amalgamés avec l’armée britannique (fin le 29 avril).

- 12 avril : 
  - Publication dans la presse française des lettres adressées par l'empereur-roi Charles Ier au président Raymond Poincaré en mars, avril et mai 1917.
  - Envoi consécutif à la publication de ses lettres dans la presse française, par Charles Ier d'une missive à Guillaume II, lui assurant la fidélité de la double monarchie à l'alliance avec le Reich.

- 13 avril : 
  - Conquête par les troupes allemandes, soutiens de Carl Gustaf Emil Mannerheim, de la ville d'Helsinki, occupée par les Bolcheviks russes et finlandais depuis le 28 janvier.

- 14 avril : 
  - Nomination de Ferdinand Foch au poste de commandant en chef des armées alliées.

- 14 avril : 
  - Démission d'Ottokar Czernin, éclaboussé par l'Affaire Sixte, du poste de ministre des affaires étrangères de la double monarchie. Stephan Burian, déjà chargé du ministère commun des finances, lui succède à ce poste.

- 23 avril : 
  - Attaque-éclair portant le nom de code Opération Zo mais plus connue sous le nom de raid sur Zeebruges (Zeebrugge Raid en anglais) contre les bases sous-marines allemandes de Zeebruges et Ostende (Zo pour Zeebruges-Ostende) : cette opération remet en question les possibilités pour le Reich de mener une guerre sous-marine efficace dans l'océan Atlantique.

- 26 avril : 
  - Les forces allemandes cessent leur offensive en Picardie sans avoir rencontré le succès.